# Warren Earl Burger
Warren Earl Burger (ur. 17 września 1907 w Saint Paul, zm. 25 czerwca 1995 w Waszyngtonie) – amerykański prawnik, w latach 1969–1986 prezes Sądu Najwyższego USA.

## Młodość i edukacja
Pochodzi z rodziny szwajcarskiej. Do Stanów Zjednoczonych przybył jego dziadek Joseph Burger mając 14 lat, walczył w wojnie secesyjnej i otrzymał Medal Honoru, najwyższe odznaczenie wojskowe w USA.
Warren Earl Burger urodził się jako jedno z siedmiorga dzieci. Ukończył (1925) John A. Johnson High School, gdzie był przewodniczącym samorządu uczniowskiego (president of the student council). Uprawiał hokej, football, lekkoatletykę i pływanie. W czasach szkolnych pisał do lokalnej gazety o sporcie szkolnym.
W 1937 był ósmym prezesem United States Junior Chamber, elitarnego grona zrzeszającego m.in. kilkoro prezydentów, wiceprezydentów.
Studiował na University of Minnesota, ukończył (1931) William Mitchell College of Law.

## Praca zawodowa
Po studiach rozpoczął pracę w kancelarii prawniczej. Wykładał również przez dwanaście lat na Saint Paul College of Law. Tutaj także poznał Harry’ego Blackmuna, z którym w przyszłości razem zasiadali w Sądzie Najwyższym.

## Polityka
Był członkiem Partii Republikańskiej. W 1948 bezskutecznie lobbował Harold’a Stassen’a jako republikańskiego kandydata na urząd prezydenta. Cztery lata później popierał Dwighta D. Eisenhowera i ten został nominowany przez partię i wygrał wybory. Eisenhower mianował go asystentem prokuratora generalnego i jako prokuratora miał pierwszy sprawy przez Sądem Najwyższym.
W 1956 prezydent Eisenhower mianował go sędzią Sądu Apelacyjnego okręgu Dystrykt Kolumbii i sprawował tę funkcję przez 13 lat.

## Sąd Najwyższy
W 1968 dotychczasowy prezes Sądu Najwyższego Earl Warren ogłosił chęć przejścia w stan spoczynku. Prezydent Lyndon B. Johnson nominował Abe Fortas (dotychczasowego sędziego), jednak nie został on zaaprobowany przez Senat USA. W związku Warren odroczył swoją emeryturę o rok. Nowy prezydent Richard Nixon mianował Burgera, a Senat zaakceptował ten wybór 23 czerwca 1969.
W stan spoczynku odszedł 26 września 1986, a zastąpił go na stanowisku prezesa William H. Rehnquist. W 1988 otrzymał Presidential Medal of Freedom. Zmarł w 1995 roku. Pochowany został na Narodowym Cmentarzu w Arlington.

## Życie prywatne
W 1933 poślubił Elverę Stromberg (zm. maj 1994), z którą miał dwoje dzieci: Wade Allen Burger i Margaret Elizabeth Burger.